# Alexander Ecker
Johann Alexander Ecker (Friburgo in Brisgovia, 10 luglio 1816 – Friburgo in Brisgovia, 20 maggio 1887) è stato un antropologo e anatomista tedesco.

## Biografia
Era figlio di Johann Matthias Alexander Ecker (1766-1829), professore presso l'Università di Friburgo. Studiò medicina presso l'Università di Friburgo come allievo di Karl Heinrich Baumgärtner. Conseguì il dottorato in medicina a Friburgo nel 1837. Nel 1840 iniziò a lavorare come prosettore presso l'Università di Heidelberg, dove nel corso dell'anno successivo diventò un docente privato. A Heidelberg, le sue influenze comprendevano Friedrich Tiedemann, Friedrich August Benjamin Puchelt, Theodor Ludwig Wilhelm von Bischoff e Maximilian Joseph von Chelius. Nel 1844 diventò professore ordinario presso l'Università di Basilea, poi tornò a Freiburg come professore di fisiologia e anatomia comparata (1850). Nel 1870 fu co-fondatore dell'Akademische Gesellschaft.
Come antropologo, Ecker condusse degli scavi nella regione di Kaiserstuhl, in Germania sud-occidentale. Presso l'Università di Friburgo creò un museo di antropologia e di etnografia (Museum für Urgeschichte und Ethnographie). Con il preistorico Ludwig Lindenschmit the Elder (1809-1893) fondò la prima rivista tedesca di antropologia, l'Archiv für Anthropologie.
Ecker condusse degli studi anatomici inerenti al cervello, dove ebbe un notevole successo soprattutto per le sue indagini sulle convulsioni cerebrali nel feto. Il suo nome è associato alla "fessura di Ecker", nota anche come la fessura petro-occipitale.
A Friburgo venne nominata in suo onore una via d'accesso nota come Eckerstraße.

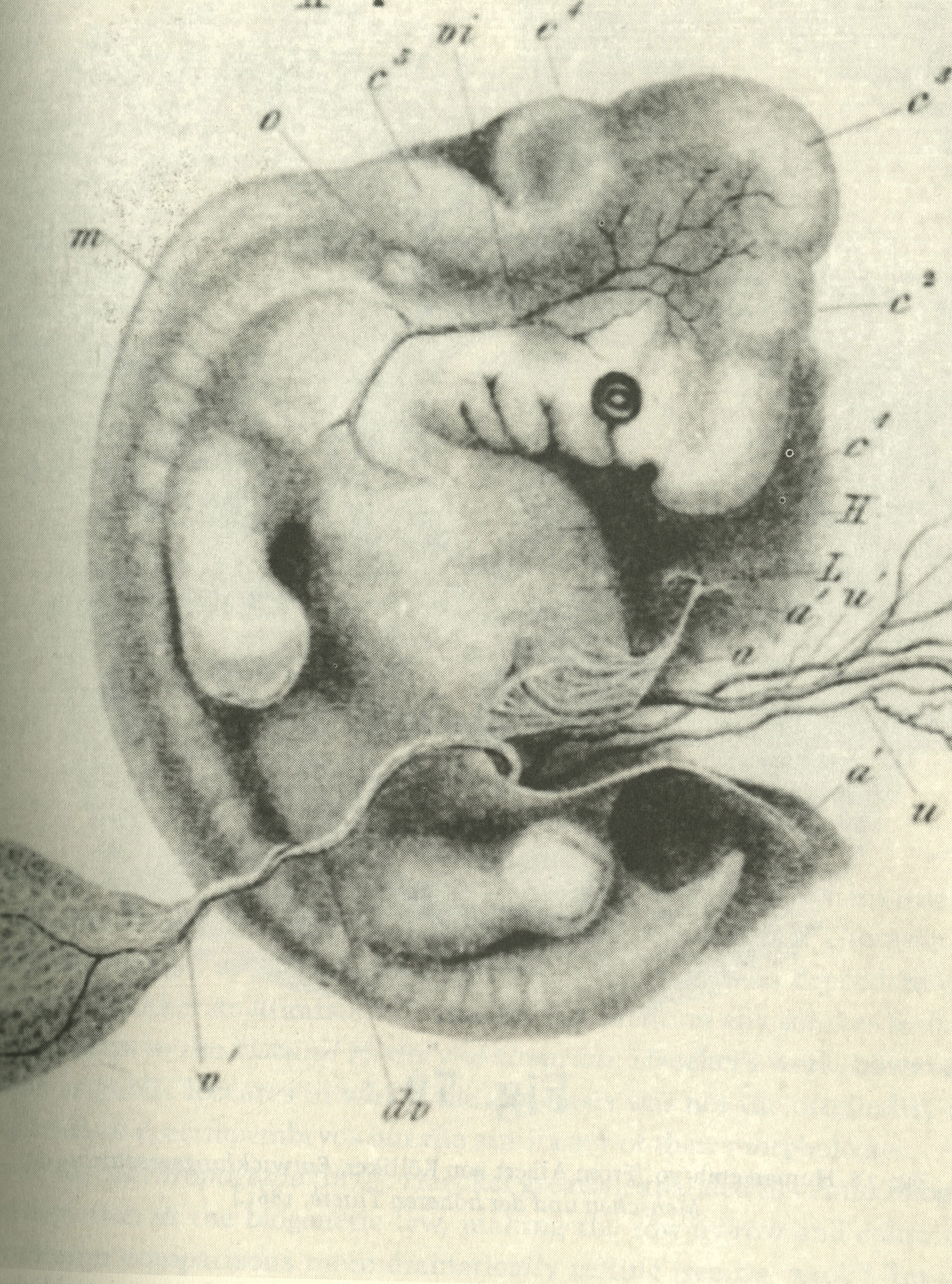
Immagine di un embrione umano.

## Opere principali
- Physiologische Untersuchungen über die Bewegungen des Gehirns und Rückenmarks. Stuttgart, 1843.
- Icones physiologicae. Erläuterungstafeln zur Physiologie und Entwicklungsgeschichte. Leipzig, Voss, 1851–1859.
- Crania Germaniae meridionais occidentalis: Beschreibung und Abbildung von Schädeln früherer und heutiger Bewohner des südwestlichen Deutschlands und insbesondere des Grossherzogthums Baden. Freiburg im Breisgau: Wagner 1865.
- Die Hirnwindungen des Menschen nach eigenen Untersuchungen, insbesondere über die Entwicklung derselben beim Fötus und mit Rücksicht auf das Bedürfniss der Ärzte dargestellt. Braunschweig, 1869; second edition, 1883.
- Lorenz Oken, eine biographische Skizze. Stuttgart, 1869. English 1883.[3]